# Rudolf Dráb
Rudolf Dráb (* 4. září 1937) byl slovenský a československý politik Komunistické strany Slovenska a poslanec Sněmovny národů Federálního shromáždění za normalizace.

## Biografie
K roku 1971 se profesně uvádí jako elektroúdržbář.
Ve volbách roku 1971 zasedl do slovenské části Sněmovny národů (volební obvod č. 78 - Ružinov-jih, Bratislava). Ve FS setrval do konce funkčního období, tedy do voleb roku 1976.